# روبي مونتجومري
روبي مونتجومري (22 سبتمبر 1994 في المملكة المتحدة - ) (بالإنجليزية: Robbie Montgomery)‏ هو لاعب كريكت بريطاني. لعب مع نادي مقاطعة غلوستر للكريكت ‏.

## وصلات خارجية
- روبي مونتجومري على موقع إي آس بي آن كريك إنفو (الإنجليزية)